# Bangka Kota
Bangka Kota is een bestuurslaag in het regentschap Bangka Selatan van de provincie Bangka-Belitung, Indonesië. Bangka Kota telt 3111 inwoners (volkstelling 2010).